# Svédország a 2016. évi nyári olimpiai játékokon
Svédország a brazíliai Rio de Janeiróban megrendezett 2016. évi nyári olimpiai játékok egyik részt vevő nemzete volt. Az országot az olimpián 22 sportágban 150 sportoló képviselte, akik összesen 11 érmet szereztek.

## Érmesek
| Érem  | Versenyző | Sportág       | Versenyszám              | Dátum         |
| ----- | --- | ------------- | ------------------------ | ------------- |
| Arany | Jenny Rissveds | Kerékpározás  | Női terep-kerékpározás   | Augusztus 20. |
| Arany | Sarah Sjöström | Úszás         | Női 100 m pillangó       | Augusztus 7.  |
| Ezüst | Henrik Stenson | Golf          | Férfi egyéni             | Augusztus 14. |
| Ezüst | Emma Johansson | Kerékpározás  | Női egyéni mezőnyverseny | Augusztus 7.  |
| Ezüst | Nemzeti válogatott Jonna Andersson Emilia Appelqvist Kosovare Asllani Emma Berglund Stina Blackstenius Lisa Dahlkvist Magdalena Eriksson Nilla Fischer Pauline Hammarlund Sofia Jakobsson Hedvig Lindahl Fridolina Rolfö Elin Rubensson Jessica Samuelsson Lotta Schelin Caroline Seger Linda Sembrant Olivia Schough | Labdarúgás    | Női                      | Augusztus 19. |
| Ezüst | Peder Fredericson | Lovaglás      | Díjugratás, egyéni       | Augusztus 19. |
| Ezüst | Marcus Svensson | Sportlövészet | Férfi skeet              | Augusztus 13. |
| Ezüst | Sarah Sjöström | Úszás         | Női 200 m gyors          | Augusztus 9.  |
| Bronz | Sofia Mattsson | Birkózás      | Női szabadfogás, 53 kg   | Augusztus 18. |
| Bronz | Jenny Fransson | Birkózás      | Női szabadfogás, 69 kg   | Augusztus 17. |
| Bronz | Sarah Sjöström | Úszás         | Női 100 m gyors          | Augusztus 11. |

| Nap           | 1 | 2 | 3 | Össz. |
| Augusztus 6.  | 0 | 0 | 0 | 0     |
| Augusztus 7.  | 1 | 1 | 0 | 2     |
| Augusztus 8.  | 0 | 0 | 0 | 0     |
| Augusztus 9.  | 0 | 1 | 0 | 1     |
| Augusztus 10. | 0 | 0 | 0 | 0     |
| Augusztus 11. | 0 | 0 | 1 | 1     |
| Augusztus 12. | 0 | 0 | 0 | 0     |
| Augusztus 13. | 0 | 1 | 0 | 1     |
| Augusztus 14. | 0 | 1 | 0 | 1     |
| Augusztus 15. | 0 | 0 | 0 | 0     |
| Augusztus 16. | 0 | 0 | 0 | 0     |
| Augusztus 17. | 0 | 0 | 1 | 1     |
| Augusztus 18. | 0 | 0 | 1 | 1     |
| Augusztus 19. | 0 | 2 | 0 | 2     |
| Augusztus 20. | 1 | 0 | 0 | 1     |
| Augusztus 21. | 0 | 0 | 0 | 0     |
| Össz.         | 2 | 6 | 3 | 11    |

| Sport         | 1 | 2 | 3 | Össz. |
| Úszás         | 1 | 1 | 1 | 3     |
| Kerékpározás  | 1 | 1 | 0 | 2     |
| Lovaglás      | 0 | 1 | 0 | 1     |
| Labdarúgás    | 0 | 1 | 0 | 1     |
| Golf          | 0 | 1 | 0 | 1     |
| Sportlövészet | 0 | 1 | 0 | 1     |
| Birkózás      | 0 | 0 | 2 | 2     |
| Össz.         | 2 | 6 | 3 | 11    |

| Érmek száma nemenként | Érmek száma nemenként | Érmek száma nemenként | Érmek száma nemenként | Érmek száma nemenként |
| --------------------- | --------------------- | --------------------- | --------------------- | --------------------- |
| Nem                   | 1                     | 2                     | 3                     | Össz.                 |
| Férfi                 | 0                     | 3                     | 0                     | 3                     |
| Nő                    | 2                     | 3                     | 3                     | 8                     |
| Össz.                 | 2                     | 6                     | 3                     | 11                    |

| Több érmes     | Több érmes | Több érmes | Több érmes | Több érmes | Több érmes | Több érmes |
| -------------- | ---------- | ---------- | ---------- | ---------- | ---------- | ---------- |
|                | Sport      | 1          | 2          | 3          | Össz       |            |
| Sarah Sjöström | Úszás      | 1          | 1          | 1          | 3          |            |

## Asztalitenisz
Férfi
| Versenyző                                     | Versenyszám | Selejtező         | 64-es főtábla     | 48-as főtábla                                         | 32-es főtábla                                                   | Nyolcaddöntő                                                         | Negyeddöntő                                                                                                   | Elődöntő          | Döntő             | Helyezés |
| Versenyző                                     | Versenyszám | Ellenfél Eredmény | Ellenfél Eredmény | Ellenfél Eredmény                                     | Ellenfél Eredmény                                               | Ellenfél Eredmény                                                    | Ellenfél Eredmény                                                                                             | Ellenfél Eredmény | Ellenfél Eredmény | Helyezés |
| --------------------------------------------- | ----------- | ----------------- | ----------------- | ----------------------------------------------------- | --------------------------------------------------------------- | -------------------------------------------------------------------- | --- | ----------------- | ----------------- | -------- |
| Pär Gerell                                    | Egyes       | erőnyerő          | erőnyerő          | Hugo Calderano (BRA) · 11–13, 9–11, 7–11, 11–9, 11–13 | kiesett                                                         | kiesett                                                              | kiesett | kiesett           | kiesett           | 33.      |
| Kristian Karlsson                             | Egyes       | erőnyerő          | erőnyerő          | Jianan Wang (CGO) · 11–6, 8–11, 11–3, 11–5, 11–6      | Uladzimir Szamszonav (BLR) · 11–9, 7–11, 11–8, 5–11, 7–11, 8–11 | kiesett                                                              | kiesett | kiesett           | kiesett           | 17.      |
| Pär Gerell Kristian Karlsson Mattias Karlsson | Csapat      |                   |                   |                                                       |                                                                 | Egyesült Államok (USA) · Feng Yijun · Kanak Jha · Timothy Wang · 3–0 | Dél-Korea (KOR) · Csu Szehjok (Ju Se-hyuk) · Csong Jongsik (Jeong Young-Sik) · I Szangszu (Lee Sang-Su) · 1–3 | kiesett           | kiesett           | 5.       |

Női
| Versenyző      | Versenyszám | Selejtező         | 64-es főtábla     | 48-as főtábla                                                      | 32-es főtábla                                                  | Nyolcaddöntő      | Negyeddöntő       | Elődöntő          | Döntő             | Helyezés |
| Versenyző      | Versenyszám | Ellenfél Eredmény | Ellenfél Eredmény | Ellenfél Eredmény                                                  | Ellenfél Eredmény                                              | Ellenfél Eredmény | Ellenfél Eredmény | Ellenfél Eredmény | Ellenfél Eredmény | Helyezés |
| -------------- | ----------- | ----------------- | ----------------- | ------------------------------------------------------------------ | -------------------------------------------------------------- | ----------------- | ----------------- | ----------------- | ----------------- | -------- |
| Matilda Ekholm | Egyes       | erőnyerő          | erőnyerő          | Jennifer Wu (USA) · 9–11, 11–8, 11–8, 5–11, 11–6, 12–10            | Cson Dzsihi (Jeon Ji-Hee) (KOR) · 2–11, 3–11, 11–3, 4–11, 2–11 | kiesett           | kiesett           | kiesett           | kiesett           | 17.      |
| Fen Li         | Egyes       | erőnyerő          | erőnyerő          | Barbora Balážová (SVK) · 11–8, 6–11, 7–11, 11–8, 9–11, 12–10, 11–7 | Li Hsziao-hszia (Li Xiaoxia) (CHN) · 7–11, 7–11, 8–11, 7–11    | kiesett           | kiesett           | kiesett           | kiesett           | 17.      |

## Atlétika
Férfi
| Versenyző         | Versenyszám     | Döntő         | Döntő         |
| Versenyző         | Versenyszám     | Idő           | Helyezés      |
| ----------------- | --------------- | ------------- | ------------- |
| Perseus Karlström | 20 km gyaloglás | nem ért célba | nem ért célba |

| Versenyző      | Versenyszám   | Selejtező | Selejtező | Döntő    | Döntő    |
| Versenyző      | Versenyszám   | Eredmény  | Helyezés  | Eredmény | Helyezés |
| -------------- | ------------- | --------- | --------- | -------- | -------- |
| Michel Tornéus | Távolugrás    | 765 cm    | 26.       | kiesett  | kiesett  |
| Axel Härstedt  | Diszkoszvetés | 63,58 m   | 7.        | 62,12 m  | 10.      |
| Daniel Ståhl   | Diszkoszvetés | 62,26 m   | 14.       | kiesett  | kiesett  |
| Kim Amb        | Gerelyhajítás | 80,49 m   | 17.       | kiesett  | kiesett  |

Női
| Versenyző          | Versenyszám    | Előfutam | Előfutam | Előfutam | Elődöntő | Elődöntő | Elődöntő | Döntő    | Döntő    |
| Versenyző          | Versenyszám    | Idő      | Hely.    | Össz.    | Idő      | Hely.    | Össz.    | Idő      | Helyezés |
| ------------------ | -------------- | -------- | -------- | -------- | -------- | -------- | -------- | -------- | -------- |
| Lovisa Lindh       | 800 m          | 2:00,04  | 2.       | 17.      | 1:59,41  | 4.       | 9.       | kiesett  | kiesett  |
| Meraf Bahta        | 1500 m         | 4:06,82  | 5.       | 7.       | 4:06,41  | 5.       | 13.      | 4:12,59  | 6.       |
| Sarah Lahti        | 10 000 m       |          |          |          |          |          |          | 31:28,43 | 12.      |
| Susanna Kallur     | 100 m gát      | 13,04    | 5.       | 26.**    | kiesett  | kiesett  | kiesett  | kiesett  | kiesett  |
| Charlotta Fougberg | 3000 m akadály | 9:31,16  | 8.       | 18.      |          |          |          | kiesett  | kiesett  |

| Versenyző          | Versenyszám | Selejtező | Selejtező | Döntő    | Döntő    |
| Versenyző          | Versenyszám | Eredmény  | Helyezés  | Eredmény | Helyezés |
| ------------------ | ----------- | --------- | --------- | -------- | -------- |
| Erika Kinsey       | Magasugrás  | 185 cm    | 29.*      | kiesett  | kiesett  |
| Sofie Skoog        | Magasugrás  | 194 cm    | 7.*       | 193 cm   | 7.*      |
| Angelica Bengtsson | Rúdugrás    | 455 cm    | 14.*      | kiesett  | kiesett  |
| Michaela Meijer    | Rúdugrás    | 445 cm    | 17.*      | kiesett  | kiesett  |
| Khaddi Sagnia      | Távolugrás  | 625 cm    | 27.       | kiesett  | kiesett  |

* - egy másik versenyzővel azonos eredményt ért el

** - két másik versenyzővel azonos eredményt ért el

## Birkózás

### Férfi
Kötöttfogású
| Versenyző     | Versenyszám | Selejtező                         | Nyolcaddöntő                     | Negyeddöntő              | Elődöntő                 | Vigaszág első kör | Vigaszág elődöntő      | Bronz- mérkőzés          | Döntő             | Helyezés |
| Versenyző     | Versenyszám | Ellenfél Eredmény                 | Ellenfél Eredmény                | Ellenfél Eredmény        | Ellenfél Eredmény        | Ellenfél Eredmény | Ellenfél Eredmény      | Ellenfél Eredmény        | Ellenfél Eredmény | Helyezés |
| ------------- | ----------- | --------------------------------- | -------------------------------- | ------------------------ | ------------------------ | ----------------- | ---------------------- | ------------------------ | ----------------- | -------- |
| Zakarias Berg | 85 kg       | Habibollah Akhlaghi (IRI) · 0–10  | kiesett                          | kiesett                  | kiesett                  | kiesett           | kiesett                | kiesett                  | kiesett           | 21.      |
| Fredrik Schön | 98 kg       | Cimafej Dzejnyicsenka (BLR) · 3–1 | Kiss Balázs (HUN) · 5–3          | Elis Guri (BUL) · 9–0    | Yasmany Lugo (CUB) · 0–2 |                   |                        | Gászem Rezái (IRI) · 4–4 |                   | 5.       |
| Johan Eurén   | 130 kg      | erőnyerő                          | Ivan Popov (AUS) · 9 kétvállas–0 | Mijaín López (CUB) · 0–4 |                          |                   | Heiki Nabi (EST) · 0–3 | kiesett                  |                   | 8.       |

### Női
Szabadfogású
| Versenyző        | Versenyszám | Selejtező                | Nyolcaddöntő                             | Negyeddöntő                     | Elődöntő                             | Vigaszág első kör | Vigaszág elődöntő                          | Bronz- mérkőzés                     | Döntő             | Helyezés |
| Versenyző        | Versenyszám | Ellenfél Eredmény        | Ellenfél Eredmény                        | Ellenfél Eredmény               | Ellenfél Eredmény                    | Ellenfél Eredmény | Ellenfél Eredmény                          | Ellenfél Eredmény                   | Ellenfél Eredmény | Helyezés |
| ---------------- | ----------- | ------------------------ | ---------------------------------------- | ------------------------------- | ------------------------------------ | ----------------- | ------------------------------------------ | ----------------------------------- | ----------------- | -------- |
| Sofia Mattsson   | 53 kg       | erőnyerő                 | Odunayo Adekuoroye (NGR) · 8 kétvállas–0 | Katarzyna Krawczyk (POL) · 10–3 | Helen Maroulis (USA) · 0–8 kétvállas |                   |                                            | Zhong Xuechun (CHN) · 6 kétvállas–0 |                   |          |
| Johanna Mattsson | 58 kg       | Száksi Malik (IND) · 4–5 | kiesett                                  | kiesett                         | kiesett                              | kiesett           | kiesett                                    | kiesett                             | kiesett           | 14.      |
| Henna Johansson  | 63 kg       | erőnyerő                 | Adéla Hanzlíčková (CZE) · 11–0           | Marija Mamasuk (BLR) · 2–7      |                                      |                   | Yekaterina Larionova (KAZ) · 1–4 kétvállas | kiesett                             |                   | 10.      |
| Jenny Fransson   | 69 kg       | erőnyerő                 | Signe Marie Store (NOR) · 9–0            | Aline Rotter-Focken (GER) · 9–1 | Dosó Szara (JPN) · 2–7               |                   |                                            | Dorothy Yeats (CAN) · 2–1           |                   |          |

## Cselgáncs
Férfi
| Versenyző    | Versenyszám  | Selejtező         | 32-es főtábla                                | Nyolcaddöntő                             | Negyeddöntő                                            | Elődöntő          | Vigaszág elődöntő                     | Bronz- mérkőzés                                    | Döntő             | Helyezés |
| Versenyző    | Versenyszám  | Ellenfél Eredmény | Ellenfél Eredmény                            | Ellenfél Eredmény                        | Ellenfél Eredmény                                      | Ellenfél Eredmény | Ellenfél Eredmény                     | Ellenfél Eredmény                                  | Ellenfél Eredmény | Helyezés |
| ------------ | ------------ | ----------------- | -------------------------------------------- | ---------------------------------------- | ------------------------------------------------------ | ----------------- | ------------------------------------- | -------------------------------------------------- | ----------------- | -------- |
| Robin Pacek  | Váltósúly    | erőnyerő          | Travis Stevens (USA) · 000(1)–001(1)         | kiesett                                  | kiesett                                                | kiesett           |                                       |                                                    |                   | 17.      |
| Marcus Nyman | Középsúly    | erőnyerő          | Sherali Juraev (UZB) · 101(0)-001(1)         | Celtus Dossou Yovo (BEN) · 100(0)-000(2) | Cseng Hszün-csao (Cheng Xunzhao) (CHN) · 000(1)–100(1) |                   | Alexandre Iddir (FRA) · 100(0)-000(0) | Kvak Tonghan (Gwak Dong-han) (KOR) · 000(1)–100(1) |                   | 5.       |
| Martin Pacek | Félnehézsúly | erőnyerő          | Cso Guham (Cho Gu-ham) (KOR) · 000(2)–000(1) | kiesett                                  | kiesett                                                | kiesett           |                                       |                                                    |                   | 17.      |

Női
| Versenyző      | Versenyszám | Selejtező                          | Nyolcaddöntő      | Negyeddöntő       | Elődöntő          | Vigaszág elődöntő | Bronz- mérkőzés   | Döntő             | Helyezés |
| Versenyző      | Versenyszám | Ellenfél Eredmény                  | Ellenfél Eredmény | Ellenfél Eredmény | Ellenfél Eredmény | Ellenfél Eredmény | Ellenfél Eredmény | Ellenfél Eredmény | Helyezés |
| -------------- | ----------- | ---------------------------------- | ----------------- | ----------------- | ----------------- | ----------------- | ----------------- | ----------------- | -------- |
| Mia Hermansson | Váltósúly   | Edwige Gwend (ITA) · 000(0)–101(1) | kiesett           | kiesett           | kiesett           |                   |                   |                   | 17.      |

## Evezés
Női
| Versenyző             | Versenyszám  | Előfutam | Előfutam | Vigaszág | Vigaszág | Negyeddöntő | Negyeddöntő | Elődöntő | Elődöntő | Elődöntő | Döntő | Döntő   | Döntő | Helyezés |
| Versenyző             | Versenyszám  | Idő      | Hely.    | Idő      | Hely.    | Idő         | Hely.       | Típus    | Idő      | Hely.    | Típus | Idő     | Hely. | Helyezés |
| --------------------- | ------------ | -------- | -------- | -------- | -------- | ----------- | ----------- | -------- | -------- | -------- | ----- | ------- | ----- | -------- |
| Anna Malvina Svennung | Egypárevezős | 8:48,46  | 5.       | 7:46,35  | 1.       | 7:38,07     | 4.          | C/D      | 8:00,41  | 2.       | C     | 7:32,54 | 3.    | 15.      |

## Golf
| Versenyző         | Versenyszám  | 1. forduló | 1. forduló | 2. forduló | 2. forduló | 3. forduló | 3. forduló | 4. forduló | 4. forduló | Összesen | Összesen | Összesen |
| Versenyző         | Versenyszám  | Pont       | Par        | Pont       | Par        | Pont       | Par        | Pont       | Par        | Pontszám | Par      | Helyezés |
| ----------------- | ------------ | ---------- | ---------- | ---------- | ---------- | ---------- | ---------- | ---------- | ---------- | -------- | -------- | -------- |
| David Lingmerth   | Férfi egyéni | 69         | −2         | 70         | −1         | 68         | −3         | 71         | 0          | 278      | −6       | 11.      |
| Henrik Stenson    | Férfi egyéni | 66         | −5         | 68         | −3         | 68         | −3         | 68         | −3         | 270      | −14      |          |
| Pernilla Lindberg | Női egyéni   | 74         | +3         | 73         | +2         | 69         | −2         | 70         | −1         | 286      | +2       | 31.      |
| Anna Nordqvist    | Női egyéni   | 71         | 0          | 70         | −1         | 68         | −3         | 69         | −2         | 277      | −6       | 11.      |

## Íjászat
Női
| Versenyző           | Versenyszám | Selejtező | Selejtező | 64-es főtábla                     | 32-es főtábla                             | Nyolcaddöntő      | Negyeddöntő       | Elődöntő          | Döntő             | Helyezés |
| Versenyző           | Versenyszám | Pont      | Kiemelés  | Ellenfél Eredmény                 | Ellenfél Eredmény                         | Ellenfél Eredmény | Ellenfél Eredmény | Ellenfél Eredmény | Ellenfél Eredmény | Helyezés |
| ------------------- | ----------- | --------- | --------- | --------------------------------- | ----------------------------------------- | ----------------- | ----------------- | ----------------- | ----------------- | -------- |
| Christine Bjerendal | Egyéni      | 611       | 47.       | Ana María Rendón (COL)(18.) · 6-2 | Kang Undzsu (Kang Un-ju) (PRK)(15.) · 2-6 | kiesett           | kiesett           | kiesett           | kiesett           | 17.      |

## Kajak-kenu

### Gyorsasági
Férfi
| Versenyző      | Versenyszám       | Előfutam | Előfutam | Előfutam | Elődöntő | Elődöntő | Elődöntő | Döntő | Döntő  | Döntő    | Helyezés |
| Versenyző      | Versenyszám       | Idő      | Hely.    | Össz.    | Idő      | Hely.    | Össz.    | Típus | Idő    | Helyezés | Helyezés |
| -------------- | ----------------- | -------- | -------- | -------- | -------- | -------- | -------- | ----- | ------ | -------- | -------- |
| Petter Menning | Kajak egyes 200 m | 35,264   | 5.       | 14.      | 34,995   | 6.       | 10.      | B     | 37,104 | 2.       | 10.      |

Női
| Versenyző                       | Versenyszám        | Előfutam | Előfutam | Előfutam | Elődöntő | Elődöntő | Elődöntő | Döntő | Döntő    | Döntő    | Helyezés |
| Versenyző                       | Versenyszám        | Idő      | Hely.    | Össz.    | Idő      | Hely.    | Össz.    | Típus | Idő      | Helyezés | Helyezés |
| ------------------------------- | ------------------ | -------- | -------- | -------- | -------- | -------- | -------- | ----- | -------- | -------- | -------- |
| Linnea Stensils                 | Kajak egyes 200 m  | 40,828   | 2.       | 6.       | 41,245   | 2.       | 8.       | A     | 41,293   | 7.       | 7.       |
| Karin Johansson                 | Kajak egyes 500 m  | 1:55,049 | 4.       | 13.      | 1:59,321 | 4.       | 15.      | B     | 1:58,363 | 6.       | 14.      |
| Karin Johansson Sofia Paldanius | Kajak kettes 500 m | 1:46,456 | 7.       | 13.      | 1:44,090 | 4.       | 6.       | B     | 1:47,207 | 1.       | 9.       |

### Szlalom
Férfi
| Versenyző     | Versenyszám | Selejtező | Selejtező | Selejtező | Selejtező | Selejtező     | Selejtező     | Elődöntő | Elődöntő | Döntő   | Döntő    |
| Versenyző     | Versenyszám | 1. futam  | 1. futam  | 2. futam  | 2. futam  | Jobb eredmény | Jobb eredmény | Elődöntő | Elődöntő | Döntő   | Döntő    |
| Versenyző     | Versenyszám | Pont      | Hely.     | Pont      | Hely.     | Pont          | Hely.         | Pont     | Hely.    | Pont    | Helyezés |
| ------------- | ----------- | --------- | --------- | --------- | --------- | ------------- | ------------- | -------- | -------- | ------- | -------- |
| Isak Öhrström | Kajak egyes | 92,37     | 10.       | 91,43     | 11.       | 91,43         | 13.           | 156,77   | 15.      | kiesett | kiesett  |

## Kerékpározás

### Hegyi-kerékpározás
| Versenyző      | Versenyszám      | Idő     | Helyezés |
| -------------- | ---------------- | ------- | -------- |
| Jenny Rissveds | Női terepverseny | 1:30:15 |          |

### Országúti kerékpározás
Női
| Versenyző      | Versenyszám   | Idő             | Helyezés      |
| -------------- | ------------- | --------------- | ------------- |
| Emilia Fahlin  | Mezőnyverseny | 3:58:03 (+6:36) | 27.           |
| Emma Johansson | Mezőnyverseny | 3:51:27 (+0:00) |               |
| Sara Mustonen  | Mezőnyverseny | nem ért célba   | nem ért célba |

## Kézilabda

### Férfi
| Svéd férfi kézilabdacsapat-játékoskeret | Svéd férfi kézilabdacsapat-játékoskeret                                                                                            |
| --- | --- |
| - Kim Andersson - Mattias Andersson - Mikael Appelgren - Jim Gottfridsson - Johan Jakobsson - Tobias Karlsson - Albin Lagergren - Andreas Nilsson | - Jesper Nielsen - Lukas Nilsson - Fredrik Petersen - Jonathan Stenbäcken - Philip Stenmalm - Jerry Tollbring - Mattias Zachrisson |

#### Eredmények
Csoportkör
B csoport
| Hely. | Csapat              | M | Gy | D | V | G+  | G–  | Gk  | P | Továbbjutás |
| ----- | ------------------- | - | -- | - | - | --- | --- | --- | - | ----------- |
| 1.    | Németország (GER)   | 5 | 4  | 0 | 1 | 153 | 141 | +12 | 8 | Negyeddöntő |
| 2.    | Szlovénia (SLO)     | 5 | 4  | 0 | 1 | 137 | 126 | +11 | 8 | Negyeddöntő |
| 3.    | Brazília (BRA) (R)  | 5 | 2  | 1 | 2 | 141 | 150 | −9  | 5 | Negyeddöntő |
| 4.    | Lengyelország (POL) | 5 | 2  | 0 | 3 | 139 | 140 | −1  | 4 | Negyeddöntő |
| 5.    | Egyiptom (EGY)      | 5 | 1  | 1 | 3 | 129 | 143 | −14 | 3 |             |
| 6.    | Svédország (SWE)    | 5 | 1  | 0 | 4 | 132 | 131 | +1  | 2 |             |

| 2016. augusztus 7. 11:30 (16:30) | Svédország (SWE) | 29–32       | Németország (GER) | Future Arena, Rio de Janeiro Játékvezetők: Hansen, Gjeding (DEN) |
| 2016. augusztus 7. 11:30 (16:30) | Tollbring 8      | (15–18)     | Kuhn 7            | Future Arena, Rio de Janeiro Játékvezetők: Hansen, Gjeding (DEN) |
| 2016. augusztus 7. 11:30 (16:30) | 9× 4×            | Jegyzőkönyv | 9× 3×             | Future Arena, Rio de Janeiro Játékvezetők: Hansen, Gjeding (DEN) |

| 2016. augusztus 9. 19:50 (00:50) | Egyiptom (EGY) | 26–25       | Svédország (SWE) | Future Arena, Rio de Janeiro Játékvezetők: Mousaviyan, Kolahdouzan (IRI) |
| 2016. augusztus 9. 19:50 (00:50) | Sanad 7        | (12–13)     | Petersen 5       | Future Arena, Rio de Janeiro Játékvezetők: Mousaviyan, Kolahdouzan (IRI) |
| 2016. augusztus 9. 19:50 (00:50) | 7× 4×          | Jegyzőkönyv | 8× 3×            | Future Arena, Rio de Janeiro Játékvezetők: Mousaviyan, Kolahdouzan (IRI) |

| 2016. augusztus 11. 19:50 (00:50) | Szlovénia (SLO) | 29–24       | Svédország (SWE) | Future Arena, Rio de Janeiro Játékvezetők: Lopéz, Ramírez (ESP) |
| 2016. augusztus 11. 19:50 (00:50) | Janc, Razgor 5  | (14–13)     | Tollbring 6      | Future Arena, Rio de Janeiro Játékvezetők: Lopéz, Ramírez (ESP) |
| 2016. augusztus 11. 19:50 (00:50) | 7× 4×           | Jegyzőkönyv | 6× 4×            | Future Arena, Rio de Janeiro Játékvezetők: Lopéz, Ramírez (ESP) |

| 2016. augusztus 13. 19:50 (02:50) | Svédország (SWE) | 24–25       | Lengyelország (POL) | Future Arena, Rio de Janeiro Játékvezetők: Geipel, Helbig (GER) |
| 2016. augusztus 13. 19:50 (02:50) | Stenmalm 8       | (13–12)     | Bielecki 8          | Future Arena, Rio de Janeiro Játékvezetők: Geipel, Helbig (GER) |
| 2016. augusztus 13. 19:50 (02:50) | 2× 3×            | Jegyzőkönyv | 8× 4×               | Future Arena, Rio de Janeiro Játékvezetők: Geipel, Helbig (GER) |

| 2016. augusztus 15. 14:40 (19:40) | Svédország (SWE) | 30–19       | Brazília (BRA) | Future Arena, Rio de Janeiro Játékvezetők: Santos, Fonseca (POR) |
| 2016. augusztus 15. 14:40 (19:40) | Stenmalm 6       | (16–10)     | Toledo 4       | Future Arena, Rio de Janeiro Játékvezetők: Santos, Fonseca (POR) |
| 2016. augusztus 15. 14:40 (19:40) | 4× 4×            | Jegyzőkönyv | 3× 2×          | Future Arena, Rio de Janeiro Játékvezetők: Santos, Fonseca (POR) |

| Csapat           | Helyezés |
| ---------------- | -------- |
| Svédország (SWE) | 11.      |

### Női
| Svéd női kézilabdacsapat-játékoskeret                                                                                            | Svéd női kézilabdacsapat-játékoskeret                                                                                   |
| --- | --- |
| - Jenny Alm - Linn Blohm - Hanna Blomstrand - Johanna Bundsen - Michaela Ek - Isabelle Gulldén - Nathalie Hagman - Filippa Idéhn | - Sabina Jacobsen - Jamina Roberts - Loui Sand - Carin Strömberg - Frida Tegstedt - Linnea Torstenson - Angelica Wallén |

#### Eredmények
Csoportkör
B csoport
| Hely. | Csapat              | M | Gy | D | V | G+  | G–  | Gk  | P  | Továbbjutás |
| ----- | ------------------- | - | -- | - | - | --- | --- | --- | -- | ----------- |
| 1.    | Oroszország (RUS)   | 5 | 5  | 0 | 0 | 165 | 147 | +18 | 10 | Negyeddöntő |
| 2.    | Franciaország (FRA) | 5 | 4  | 0 | 1 | 118 | 93  | +25 | 8  | Negyeddöntő |
| 3.    | Svédország (SWE)    | 5 | 2  | 1 | 2 | 150 | 141 | +9  | 5  | Negyeddöntő |
| 4.    | Hollandia (NED)     | 5 | 1  | 2 | 2 | 135 | 135 | 0   | 4  | Negyeddöntő |
| 5.    | Dél-Korea (KOR)     | 5 | 1  | 1 | 3 | 130 | 136 | −6  | 3  |             |
| 6.    | Argentína (ARG)     | 5 | 0  | 0 | 5 | 101 | 147 | −46 | 0  |             |

| 2016. augusztus 6. 21:50 (02:50) | Svédország (SWE) | 31–21       | Argentína (ARG) | Future Arena, Rio de Janeiro Játékvezetők: Coulibaly, Diabate (CIV) |
| 2016. augusztus 6. 21:50 (02:50) | Hagman 6         | (13–9)      | Mendoza 5       | Future Arena, Rio de Janeiro Játékvezetők: Coulibaly, Diabate (CIV) |
| 2016. augusztus 6. 21:50 (02:50) | 5× 3×            | Jegyzőkönyv | 5×              | Future Arena, Rio de Janeiro Játékvezetők: Coulibaly, Diabate (CIV) |

| 2016. augusztus 8. 09:30 (14:30) | Dél-Korea (KOR) | 28–31       | Svédország (SWE) | Future Arena, Rio de Janeiro Játékvezetők: Røen, Arntsen (NOR) |
| 2016. augusztus 8. 09:30 (14:30) | U Szonhi 7      | (15–16)     | Hagman 7         | Future Arena, Rio de Janeiro Játékvezetők: Røen, Arntsen (NOR) |
| 2016. augusztus 8. 09:30 (14:30) | 3× 4×           | Jegyzőkönyv | 5× 4×            | Future Arena, Rio de Janeiro Játékvezetők: Røen, Arntsen (NOR) |

| 2016. augusztus 10. 14:40 (19:40) | Oroszország (RUS)           | 36–34       | Svédország (SWE) | Future Arena, Rio de Janeiro Játékvezetők: Pinto, Menezes (BRA) |
| 2016. augusztus 10. 14:40 (19:40) | Bobrovnyikova, Dmitrijeva 6 | (15–18)     | Gulldén 11       | Future Arena, Rio de Janeiro Játékvezetők: Pinto, Menezes (BRA) |
| 2016. augusztus 10. 14:40 (19:40) | 3× 4× 1×                    | Jegyzőkönyv | 6× 3× 1×         | Future Arena, Rio de Janeiro Játékvezetők: Pinto, Menezes (BRA) |

| 2016. augusztus 12. 11:30 (16:30) | Svédország (SWE) | 29–29       | Hollandia (NED) | Future Arena, Rio de Janeiro Játékvezetők: Alpaidze, Berezkina (RUS) |
| 2016. augusztus 12. 11:30 (16:30) | Hagman 14        | (16–13)     | Malestein 5     | Future Arena, Rio de Janeiro Játékvezetők: Alpaidze, Berezkina (RUS) |
| 2016. augusztus 12. 11:30 (16:30) | 3× 3×            | Jegyzőkönyv | 1× 2×           | Future Arena, Rio de Janeiro Játékvezetők: Alpaidze, Berezkina (RUS) |

| 2016. augusztus 14. 11:30 (16:30) | Svédország (SWE) | 25–27       | Franciaország (FRA) | Future Arena, Rio de Janeiro Játékvezetők: Røen, Arntsen (NOR) |
| 2016. augusztus 14. 11:30 (16:30) | Roberts 8        | (13–15)     | Lacrabère 8         | Future Arena, Rio de Janeiro Játékvezetők: Røen, Arntsen (NOR) |
| 2016. augusztus 14. 11:30 (16:30) | 2× 2×            | Jegyzőkönyv | 1× 4×               | Future Arena, Rio de Janeiro Játékvezetők: Røen, Arntsen (NOR) |

Negyeddöntő
| 2016. augusztus 16. 17:00 (22:00) | Svédország (SWE) | 20–33       | Norvégia (NOR) | Future Arena, Rio de Janeiro Játékvezetők: Bonaventura, Bonaventura (FRA) |
| 2016. augusztus 16. 17:00 (22:00) | Gulldén 9        | (7–19)      | Oftedal 6      | Future Arena, Rio de Janeiro Játékvezetők: Bonaventura, Bonaventura (FRA) |
| 2016. augusztus 16. 17:00 (22:00) | 1× 3×            | Jegyzőkönyv | 1× 2×          | Future Arena, Rio de Janeiro Játékvezetők: Bonaventura, Bonaventura (FRA) |

| Csapat           | Helyezés |
| ---------------- | -------- |
| Svédország (SWE) | 7.       |

## Labdarúgás

### Férfi
| Svéd férfi labdarúgócsapat-játékoskeret | Svéd férfi labdarúgócsapat-játékoskeret                                                                                   |
| --- | --- |
| - Astrit Ajdarević* (c) - Valmir Berisha - Alexander Fransson - Mikael Ishak - Abdul Khalili* - Pa Konate - Andreas Linde - Adam Lundqvist | - Alexander Milošević* - Joakim Nilsson - Robin Quaison - Ken Sema - Muamer Tanković - Simon Tibbling - Jacob Une Larsson |

* - túlkoros játékos

#### Eredmények
Csoportkör
B csoport
| Hely. | Csapat           | M | Gy | D | V | G+ | G– | Gk | P | Továbbjutás |
| ----- | ---------------- | - | -- | - | - | -- | -- | -- | - | ----------- |
| 1.    | Nigéria (NGR)    | 3 | 2  | 0 | 1 | 6  | 6  | 0  | 6 | Negyeddöntő |
| 2.    | Kolumbia (COL)   | 3 | 1  | 2 | 0 | 6  | 4  | +2 | 5 | Negyeddöntő |
| 3.    | Japán (JPN)      | 3 | 1  | 1 | 1 | 7  | 7  | 0  | 4 |             |
| 4.    | Svédország (SWE) | 3 | 0  | 1 | 2 | 2  | 4  | −2 | 1 |             |

| 2016. augusztus 4. 18:00 (0:00) |

| Svédország (SWE)        | 2–2               | Kolumbia (COL)                     |
| ----------------------- | ----------------- | ---------------------------------- |
| Ishak 43' Ajdarevic 62' | (1–1) Jegyzőkönyv | Gutiérrez 17' Pabón 75' (11-esből) |

| Arena da Amazônia, Manaus Nézőszám: 29 996 Játékvezető: Fahad Al-Mirdasi (Szaúd-arábiai) |

| 2016. augusztus 7. 18:00 (0:00) |

| Svédország (SWE) | 0–1               | Nigéria (NGR) |
| ---------------- | ----------------- | ------------- |
|                  | (0–1) Jegyzőkönyv | Sadiq 40'     |

| Arena da Amazônia, Manaus Nézőszám: 23 892 Játékvezető: Matthew Conger (új-zélandi) |

| 2016. augusztus 10. 19:00 (0:00) |

| Japán (JPN)  | 1–0               | Svédország (SWE) |
| ------------ | ----------------- | ---------------- |
| Jadzsima 65' | (0–0) Jegyzőkönyv |                  |

| Arena Fonte Nova, Salvador da Bahia Nézőszám: 17 821 Játékvezető: Malang Diedhiou (szenegáli) |

| Csapat           | Helyezés |
| ---------------- | -------- |
| Svédország (SWE) | 15.      |

### Női
| Svéd női labdarúgócsapat-játékoskeret | Svéd női labdarúgócsapat-játékoskeret |
| --- | --- |
| - Jonna Andersson - Emilia Appelqvist - Kosovare Asllani - Emma Berglund - Stina Blackstenius - Lisa Dahlkvist - Magdalena Eriksson - Nilla Fischer - Pauline Hammarlund | - Sofia Jakobsson - Hedvig Lindahl - Fridolina Rolfö - Elin Rubensson - Jessica Samuelsson - Lotta Schelin (c) - Caroline Seger (c) - Linda Sembrant - Olivia Schough |

#### Eredmények
Csoportkör
E csoport
| Csapat                        | M | Gy | D | V | Rg | Kg | Gk | P |
| ----------------------------- | - | -- | - | - | -- | -- | -- | - |
| Brazília (BRA)                | 3 | 2  | 1 | 0 | 8  | 1  | +7 | 7 |
| Kína (CHN)                    | 3 | 1  | 1 | 1 | 2  | 3  | –1 | 4 |
| Svédország (SWE)              | 3 | 1  | 1 | 1 | 2  | 5  | –3 | 4 |
| Dél-afrikai Köztársaság (RSA) | 3 | 0  | 1 | 2 | 0  | 3  | –3 | 1 |

| 2016. augusztus 3. 13:00 (18:00) |

| Svédország (SWE) | 1–0               | Dél-afrikai Köztársaság (RSA) |
| ---------------- | ----------------- | ----------------------------- |
| Fischer 76'      | (0–0) Jegyzőkönyv |                               |

| Estádio Olímpico João Havelange, Rio de Janeiro Nézőszám: 13 439 Játékvezető: Teodora Albon (román) |

| 2016. augusztus 6. 22:00 (3:00) |

| Brazília (BRA)                                         | 5–1               | Svédország (SWE) |
| ------------------------------------------------------ | ----------------- | ---------------- |
| Beatriz 21' 86' Cristiane 24' Marta 44' (11-esből) 80' | (3–0) Jegyzőkönyv | Schelin 89'      |

| Estádio Olímpico João Havelange, Rio de Janeiro Nézőszám: 43 384 Játékvezető: Lucia Venegas (mexikói) |

| 2016. augusztus 9. 22:00 (3:00) |

| Kína (CHN) | 0–0         | Svédország (SWE) |
| ---------- | ----------- | ---------------- |
|            | Jegyzőkönyv |                  |

| Estádio Nacional de Brasília, Brazíliaváros Nézőszám: 7 648 Játékvezető: Olga Miranda (paraguayi) |

Negyeddöntő
| 2016. augusztus 12. 13:00 (18:00) |

| Egyesült Államok (USA)         | 1–1 (h. u.)       | Svédország (SWE)                         |
| ------------------------------ | ----------------- | ---------------------------------------- |
| Morgan 77'                     | (0–0) Jegyzőkönyv | Blackstenius 61'                         |
| Büntetőpárbaj                  |                   |                                          |
| Morgan Horan Lloyd Brian Press | 3–4               | Schelin Asllani Sembrant Seger Dahlkvist |

| Estádio Nacional de Brasília, Brazíliaváros Nézőszám: 13 892 Játékvezető: Anna-Marie Keighley (új-zélandi) |

Elődöntő
| 2016. augusztus 16. 13:00 (18:00) |

| Brazília (BRA)                                      | 0–0 (h. u.) | Svédország (SWE)                        |
| --------------------------------------------------- | ----------- | --------------------------------------- |
|                                                     | Jegyzőkönyv |                                         |
| Büntetőpárbaj                                       |             |                                         |
| Marta Cristiane Andressa Alves Rafaelle Andressinha | 3–4         | Schelin Asllani Seger Fischer Dahlkvist |

| Maracanã Stadion, Rio de Janeiro Nézőszám: 70,454 Játékvezető: Lucia Venegas (mexikói) |

Döntő
| 2016. augusztus 19. 17:30 (22:30) |

| Svédország (SWE) | 1–2               | Németország (GER)                 |
| ---------------- | ----------------- | --------------------------------- |
| Blackstenius 67' | (0–0) Jegyzőkönyv | Marozsán 48' Sembrant 62' (öngól) |

| Maracanã Stadion, Rio de Janeiro Nézőszám: 52,432 Játékvezető: Carol Chenard (kanadai) |

| Csapat           | Helyezés |
| ---------------- | -------- |
| Svédország (SWE) |          |

## Lovaglás
Díjlovaglás
| Versenyző                                                                | Ló                                             | Versenyszám | 1. kör | 1. kör | 2. kör | 2. kör | Döntő   | Döntő   | Végeredmény | Végeredmény |
| Versenyző                                                                | Ló                                             | Versenyszám | Pont   | Hely.  | Pont   | Hely.  | Pont    | Hely.   | Pont        | Helyezés    |
| ------------------------------------------------------------------------ | ---------------------------------------------- | ----------- | ------ | ------ | ------ | ------ | ------- | ------- | ----------- | ----------- |
| Mads Hendeliowitz                                                        | Jimmie Choo Seq                                | Egyéni      | 71,771 | 29.    | 71,681 | 29.    | kiesett | kiesett | kiesett     | kiesett     |
| Patrik Kittel                                                            | Deja                                           | Egyéni      | 74,586 | 22.    | 73,866 | 18.    | 76,018  | 16.     | 76,018      | 16.         |
| Juliette Ramel                                                           | Buriel K. H.                                   | Egyéni      | 74,943 | 19.    | 72,045 | 28.    | kiesett | kiesett | kiesett     | kiesett     |
| Tinne Vilhelmsson-Silfvén                                                | Don Auriello                                   | Egyéni      | 76,429 | 11.*   | 77,199 | 7.     | 81,553  | 8.      | 81,553      | 8.          |
| Mads Hendeliowitz Patrik Kittel Juliette Ramel Tinne Vilhelmsson-Silfvén | Jimmie Choo Seq Deja Buriel K. H. Don Auriello | Csapat      | 75,319 | 5.     | 74,370 | 5.     |         |         | 74,845      | 5.          |

Díjugratás
| Versenyző                                                                          | Ló                               | Versenyszám | Selejtező | Selejtező | Selejtező | Selejtező | Selejtező | Selejtező | Selejtező | Selejtező | Döntő   | Döntő   | Döntő   | Végeredmény | Végeredmény |
| Versenyző                                                                          | Ló                               | Versenyszám | 1. kör    | 1. kör    | 2. kör    | 2. kör    | 2. kör    | 3. kör    | 3. kör    | 3. kör    | 1. kör  | 1. kör  | 2. kör  | Végeredmény | Végeredmény |
| Versenyző                                                                          | Ló                               | Versenyszám | Bünt.     | Hely.     | Bünt.     | Össz.     | Hely.     | Bünt.     | Össz.     | Hely.     | Bünt.   | Hely.   | Bünt.   | Bünt.       | Helyezés    |
| ---------------------------------------------------------------------------------- | -------------------------------- | ----------- | --------- | --------- | --------- | --------- | --------- | --------- | --------- | --------- | ------- | ------- | ------- | ----------- | ----------- |
| Malin Baryard-Johnsson                                                             | Cue Channa                       | Egyéni      | 8         | 53.       | 4         | 12        | 46.       | kiesett   | kiesett   | kiesett   | kiesett | kiesett | kiesett | kiesett     | kiesett     |
| Rolf-Göran Bengtsson                                                               | Unita                            | Egyéni      | 16        | 64.       | kiesett   | kiesett   | kiesett   | kiesett   | kiesett   | kiesett   | kiesett | kiesett | kiesett | kiesett     | kiesett     |
| Henrik von Eckermann                                                               | Yajamila                         | Egyéni      | 0         | 1.        | 4         | 4         | 15.       | 8         | 12        | 31.       | 4       | 16.     | 12      | 16          | 24.         |
| Peder Fredericson                                                                  | All In                           | Egyéni      | 0         | 1.        | 0         | 0         | 1.        | 1         | 1         | 2.        | 0       | 1.      | 0+0     | 0           |             |
| Malin Baryard-Johnsson Rolf-Göran Bengtsson Henrik von Eckermann Peder Fredericson | Cue Channa Unita Yajamila All In | Csapat      |           |           |           |           |           |           |           |           | 8       | 7.      | 10      | 18          | 7.          |

Lovastusa
| Versenyző                                                                | Ló                            | Versenyszám | Díjlovaglás | Díjlovaglás | Tereplovaglás | Tereplovaglás | Tereplovaglás | Díjugratás       | Díjugratás       | Díjugratás       | Díjugratás | Végeredmény | Végeredmény |
| Versenyző                                                                | Ló                            | Versenyszám | Díjlovaglás | Díjlovaglás | Tereplovaglás | Tereplovaglás | Tereplovaglás | Selejtező        | Selejtező        | Selejtező        | Döntő      | Végeredmény | Végeredmény |
| Versenyző                                                                | Ló                            | Versenyszám | Bünt.       | Hely.       | Bünt.         | Bünt. össz.   | Hely.         | Bünt.            | Bünt. össz.      | Hely.            | Bünt.      | Bünt.       | Helyezés    |
| ------------------------------------------------------------------------ | ----------------------------- | ----------- | ----------- | ----------- | ------------- | ------------- | ------------- | ---------------- | ---------------- | ---------------- | ---------- | ----------- | ----------- |
| Linda Algotsson                                                          | Fairnet                       | Egyéni      | 50,9        | 47.         | 109,6         | 160,5         | 48.           | 4,0              | 164,5            | 45.              | kiesett    | 164,5       | 45.         |
| Sara Algotsson Ostholt                                                   | Reality 39                    | Egyéni      | 45,4        | 19.         | 61,2          | 106,6         | 37.           | 6,0              | 112,6            | 36.              | kiesett    | 112,6       | 36.         |
| Frida Andersén                                                           | Herta                         | Egyéni      | 47,9        | 36.         | 9,2           | 57,1          | 12.           | nem állt rajthoz | nem állt rajthoz | nem állt rajthoz | kiesett    | kiesett     | kiesett     |
| Ludvig Svennerstål                                                       | Aspe                          | Egyéni      | 51,0        | 48.         | 28,4          | 79,4          | 27.           | 8,0              | 87,4             | 27.              | kiesett    | 87,4        | 27.         |
| Linda Algotsson Sara Algotsson Ostholt Frida Andersén Ludvig Svennerstål | Fairnet Reality 39 Herta Aspe | Csapat      | 144,2       | 10.         | 98,8          | 243,1         | 7.            |                  |                  |                  | 18,0       | 364,5       | 11.         |

* - egy másik versenyzővel azonos eredményt ért el

## Ökölvívás
Női
| Versenyző    | Versenyszám | Selejtező                     | Negyeddöntő       | Elődöntő          | Döntő             | Helyezés |
| Versenyző    | Versenyszám | Ellenfél Eredmény             | Ellenfél Eredmény | Ellenfél Eredmény | Ellenfél Eredmény | Helyezés |
| ------------ | ----------- | ----------------------------- | ----------------- | ----------------- | ----------------- | -------- |
| Anna Laurell | Középsúly   | Savannah Marshall (GBR) · 0-3 | kiesett           | kiesett           | kiesett           | 9.       |

## Sportlövészet
Férfi
| Versenyző       | Versenyszám | Selejtező | Selejtező | Elődöntő | Elődöntő | Döntő   | Döntő    |
| Versenyző       | Versenyszám | Pont      | Helyezés  | Pont     | Helyezés | Pont    | Helyezés |
| --------------- | ----------- | --------- | --------- | -------- | -------- | ------- | -------- |
| Håkan Dahlby    | Dupla trap  | 121       | 18.       | kiesett  | kiesett  | kiesett | kiesett  |
| Stefan Nilsson  | Skeet       | 122       | 3.        | 16       | 6.       | kiesett | kiesett  |
| Marcus Svensson | Skeet       | 123       | 2.        | 16       | =1.      | 15      |          |

## Súlyemelés
Női
| Versenyző     | Versenyszám | Szakítás | Szakítás | Lökés    | Lökés    | Összesen | Helyezés |
| Versenyző     | Versenyszám | Eredmény | Helyezés | Eredmény | Helyezés | Összesen | Helyezés |
| ------------- | ----------- | -------- | -------- | -------- | -------- | -------- | -------- |
| Angelica Roos | 58 kg       | 84       | 14.      | 110      | 12.      | 194      | 12.      |

## Taekwondo
Női
| Versenyző        | Versenyszám | Nyolcaddöntő                    | Negyeddöntő                  | Elődöntő               | Vigaszág elődöntő | Bronz- mérkőzés            | Döntő             | Helyezés |
| Versenyző        | Versenyszám | Ellenfél Eredmény               | Ellenfél Eredmény            | Ellenfél Eredmény      | Ellenfél Eredmény | Ellenfél Eredmény          | Ellenfél Eredmény | Helyezés |
| ---------------- | ----------- | ------------------------------- | ---------------------------- | ---------------------- | ----------------- | -------------------------- | ----------------- | -------- |
| Nikita Glasnovic | Pehelysúly  | Caroline Marton (AUS) · 4-0     | Nikita Glasnovic (FIN) · 7-4 | Jade Jones (GBR) · 4-9 |                   | Kimia Alizadeh (IRI) · 1-5 |                   | 5.       |
| Elin Johansson   | Váltósúly   | Nigora Tursunkulova (UZB) · 2-2 | kiesett                      | kiesett                |                   |                            |                   | 11.      |

## Tenisz
Női
| Versenyző       | Versenyszám | 64-es főtábla                      | 32-es főtábla     | Nyolcaddöntő      | Negyeddöntő       | Elődöntő          | Bronz- mérkőzés   | Döntő             | Helyezés |
| Versenyző       | Versenyszám | Ellenfél Eredmény                  | Ellenfél Eredmény | Ellenfél Eredmény | Ellenfél Eredmény | Ellenfél Eredmény | Ellenfél Eredmény | Ellenfél Eredmény | Helyezés |
| --------------- | ----------- | ---------------------------------- | ----------------- | ----------------- | ----------------- | ----------------- | ----------------- | ----------------- | -------- |
| Johanna Larsson | Egyes       | Alizé Cornet (FRA) · 1-6, 6-2, 3-6 | kiesett           | kiesett           | kiesett           | kiesett           | kiesett           | kiesett           | 33.      |

## Tollaslabda
| Versenyző        | Versenyszám | Csoportkör                                                                         | Csoportkör | Nyolcaddöntő      | Negyeddöntő       | Elődöntő          | Bronz- mérkőzés   | Döntő             | Helyezés |
| Versenyző        | Versenyszám | Ellenfél Eredmény                                                                  | Hely.      | Ellenfél Eredmény | Ellenfél Eredmény | Ellenfél Eredmény | Ellenfél Eredmény | Ellenfél Eredmény | Helyezés |
| ---------------- | ----------- | ---------------------------------------------------------------------------------- | ---------- | ----------------- | ----------------- | ----------------- | ----------------- | ----------------- | -------- |
| Henri Hurskainen | Férfi egyes | H csoport · Lino Muñoz (MEX) · 21–12, 21–11 · Srikanth Kidambi (IND) · 6–21, 18–21 | 2.         | kiesett           | kiesett           | kiesett           | kiesett           | kiesett           | 14.      |

## Torna
Női
| Versenyző    | Versenyszám      | Selejtező | Selejtező | Döntő    | Döntő    |
| Versenyző    | Versenyszám      | Pontszám  | Helyezés  | Pontszám | Helyezés |
| ------------ | ---------------- | --------- | --------- | -------- | -------- |
| Emma Larsson | Talaj            | 13,500    | 42.       | kiesett  | kiesett  |
| Emma Larsson | Felemás korlát   | 12,766    | 65.       | kiesett  | kiesett  |
| Emma Larsson | Gerenda          | 14,000    | 27.       | kiesett  | kiesett  |
| Emma Larsson | Egyéni összetett | 54,332    | 35.       | kiesett  | kiesett  |

## Triatlon
| Versenyző   | Versenyszám | 1,5 km úszás | Depózás 1 | 40 km kerékpározás | Depózás 2 | 10 km futás | Összesítés | Összesítés |
| Versenyző   | Versenyszám | Idő          | Idő       | Idő                | Idő       | Idő         | Idő        | Helyezés   |
| ----------- | ----------- | ------------ | --------- | ------------------ | --------- | ----------- | ---------- | ---------- |
| Lisa Nordén | Női         | 19:17        | 0:53      | 1:01:18            | 0:40      | 37:55       | 2:00:03    | 16.        |

## Úszás
Férfi
| Versenyző    | Versenyszám    | Előfutam | Előfutam | Előfutam | Elődöntő | Elődöntő | Elődöntő | Döntő   | Döntő    |
| Versenyző    | Versenyszám    | Idő      | Hely.    | Össz.    | Idő      | Hely.    | Össz.    | Idő     | Helyezés |
| ------------ | -------------- | -------- | -------- | -------- | -------- | -------- | -------- | ------- | -------- |
| Erik Persson | 100 m mell     | 1:01,20  | 3.       | 32.      | kiesett  | kiesett  | kiesett  | kiesett | kiesett  |
| Erik Persson | 200 m mell     | 2:10,15  | 4.       | 12.      | 2:10,12  | 6.       | 11.      | kiesett | kiesett  |
| Simon Sjödin | 200 m pillangó | 1:56,46  | 1.       | 13.      | 1:56,71  | 6.       | 12.      | kiesett | kiesett  |
| Simon Sjödin | 200 m vegyes   | 1:59,41  | 4.       | 10.      | 2:00,81  | 8.       | 16.      | kiesett | kiesett  |

Női
| Versenyző                                                                           | Versenyszám      | Előfutam | Előfutam | Előfutam | Elődöntő | Elődöntő | Elődöntő | Döntő   | Döntő    |
| Versenyző                                                                           | Versenyszám      | Idő      | Hely.    | Össz.    | Idő      | Hely.    | Össz.    | Idő     | Helyezés |
| ----------------------------------------------------------------------------------- | ---------------- | -------- | -------- | -------- | -------- | -------- | -------- | ------- | -------- |
| Therese Alshammar                                                                   | 50 m gyors       | 24,73    | 5.       | 12.      | 24,72    | 8.       | 15.      | kiesett | kiesett  |
| Sarah Sjöström                                                                      | 50 m gyors       | 24,66    | 3.       | 10.      | 24,69    | 7.       | 13.      | kiesett | kiesett  |
| Sarah Sjöström                                                                      | 100 m pillangó   | 56,26    | 1.       | 1.       | 55,84    | 1.       | 1.       | 55,48   |          |
| Sarah Sjöström                                                                      | 100 m gyors      | 53,37    | 1.       | 3.       | 53,16    | 3.       | 4.       | 52,99   |          |
| Sarah Sjöström                                                                      | 200 m gyors      | 1:56,11  | 1.       | 3.       | 1:54,65  | 1.       | 1.       | 1:54,08 |          |
| Michelle Coleman                                                                    | 200 m gyors      | 1:56,54  | 3.       | 7.       | 1:56,05  | 4.       | 5.       | 1:56,27 | 7.       |
| Jennie Johansson                                                                    | 100 m mell       | 1:06,84  | 3.       | 10.      | 1:07,06  | 3.       | 9.       | kiesett | kiesett  |
| Sophie Hansson                                                                      | 100 m mell       | 1:08,67  | 5.       | 27.      | kiesett  | kiesett  | kiesett  | kiesett | kiesett  |
| Sophie Hansson                                                                      | 200 m mell       | 2:30,59  | 3.       | 26.      | kiesett  | kiesett  | kiesett  | kiesett | kiesett  |
| Louise Hansson                                                                      | 100 m pillangó   | 59,73    | 8.       | 31.      | kiesett  | kiesett  | kiesett  | kiesett | kiesett  |
| Louise Hansson                                                                      | 200 m vegyes     | 2:15,66  | 6.       | 29.      | kiesett  | kiesett  | kiesett  | kiesett | kiesett  |
| Stina Gardell                                                                       | 200 m vegyes     | 2:14,41  | 3.       | 20.      | kiesett  | kiesett  | kiesett  | kiesett | kiesett  |
| Michelle Coleman Sarah Sjöström Ida Matsson-Marko-Varga Louise Hansson Ida Lindborg | 4 × 100 m gyors  | 3:36,42  | 3.       | 6.       |          |          |          | 3:35,90 | 5.       |
| Michelle Coleman Ida Matsson-Marko-Varga Sarah Sjöström Louise Hansson              | 4 × 200 m gyors  | 7:53,43  | 5.       | 8.       |          |          |          | 7:50,26 | 5.       |
| Michelle Coleman Jennie Johansson Sarah Sjöström Louise Hansson                     | 4 × 100 m vegyes | 3:59,45  | 4.       | 9.       |          |          |          | kiesett | kiesett  |

## Vitorlázás
Férfi
| Versenyző                        | Versenyszám    | Futam | Futam | Futam | Futam | Futam | Futam | Futam | Futam | Futam | Futam | Futam | Futam | Futam   | Pontszám | Helyezés |
| Versenyző                        | Versenyszám    | 1     | 2     | 3     | 4     | 5     | 6     | 7     | 8     | 9     | 10    | 11    | 12    | É       | Pontszám | Helyezés |
| -------------------------------- | -------------- | ----- | ----- | ----- | ----- | ----- | ----- | ----- | ----- | ----- | ----- | ----- | ----- | ------- | -------- | -------- |
| Max Salminen                     | Finn dingi     | (15)  | 11    | 13    | 9     | 7     | 5     | 6     | 11    | 7     | 5     |       |       | 16      | 90       | 6.       |
| Jesper Stålheim                  | Laser          | 10    | 23    | 26    | 28    | 10    | 15    | 2     | 3     | 20    | (31)  |       |       | kiesett | 137      | 16.      |
| Fredrik Bergström Anton Dahlberg | 470-es osztály | 22    | 8     | 2     | 4     | 8     | (27)  | 1     | 5     | 8     | 11    |       |       | 10      | 79       | 6.       |

Női
| Versenyző                  | Versenyszám    | Futam | Futam | Futam | Futam | Futam | Futam | Futam | Futam | Futam | Futam | Futam | Futam | Futam   | Pontszám | Helyezés |
| Versenyző                  | Versenyszám    | 1     | 2     | 3     | 4     | 5     | 6     | 7     | 8     | 9     | 10    | 11    | 12    | É       | Pontszám | Helyezés |
| -------------------------- | -------------- | ----- | ----- | ----- | ----- | ----- | ----- | ----- | ----- | ----- | ----- | ----- | ----- | ------- | -------- | -------- |
| Josefin Olsson             | Laser radial   | 17    | 5     | 7     | 17    | 7     | 4     | 3     | 14    | (20)  | 10    |       |       | 6       | 90       | 6.       |
| Lisa Ericsson Hanna Klinga | 49erFX osztály | 11    | 6     | 9     | 15    | 3     | 9     | 10    | 2     | (16)  | 14    | 9     | 15    | kiesett | 103      | 11.      |